# Mittelangeln
Mittelangeln (en danois: Midtangel) est une municipalité allemande située dans le land du Schleswig-Holstein et dans l'arrondissement de Schleswig-Flensbourg.

## Personnalités liées à la ville
- Jochen Missfeldt (1941-), écrivain né à Satrup.